# Jack Diamond (strip)
Jack Diamond is een Belgische stripreeks uit 1960-1961. Alle albums zijn geschreven door Liliane Funcken, getekend door Fred Funcken en uitgegeven door Le Lombard en Uitgeverij Paul Rijperman.

## Albums
| Nummer | Titel                  |
| ------ | ---------------------- |
| 1      | De zwarte duivel       |
| 2      | De hond van Absaroka   |
| 3      | Storm over de Far-West |